# Hot Sugar
Singles de Tamar Braxton
All the Way Home
(2013) She Can Have You
(2013)
Hot Sugar est une chanson de la chanteuse Tamar Braxton, sortie le 17 octobre 2013. La chanson est le 4e single extrait de l'album Love and War. Elle a été écrite par The Underdogs, Damon Thomas, Michael Daley, Sevyn Streeter, Steven "Lil Steve" Russell et composée par The Underdogs.

## Style et thématique
Hot Sugar est un titre R&B, qui parle de séduction féminine. 

## Clip
Le clip qui illustre la musique a été réalisé par Steven & Dennis et Tamar Braxton. Il montre plusieurs scènes ou Tamar, habillée en noir, danse de manière très sexy, accompagnée d'hommes en talons aiguilles.

## Pistes et formats
Téléchargement digital
1. Hot Sugar - 3 min 33 s

## Classements
Le titre arrive à la 10e place du Billboard Hot R&B Songs.

### Classement hebdomadaire
| Liste (2013)                    | Classement |
| ------------------------------- | ---------- |
| Billboard Hot R&B/Hip-Hop Songs | 48         |
| Billboard R&B Songs             | 13         |